# Klappschiff
Ein Klappschiff ist besonderer Schiffstyp und besteht entweder aus klappbaren, in der Längsrichtung auseinanderzubewegenden Schiffsteilen oder aus an den Seiten oder am Boden mit Klappen versehenen Schiffskörpern.
Früher bestanden Klappschiffe meist aus Prähmen und dienten dazu, den von Baggern ausgehobenen Schlamm an anderen Stellen abzulagern. Zum Beispiel wurde am Nord-Ostsee-Kanal ein Teil des Baggergutes mit Hilfe von Dampfklappschiffen in der Ostsee versenkt.
Heute dienen Klappschiffe zum Schutz der Meere: Die in Längsrichtung klappbaren Schiffe können eingesetzt werden, um einen Ölteppich auf dem Meer zu bekämpfen und eine weitere Verseuchung des Meerwassers zu verhindern.

## Typen
Bekannte Klappschiffe sind:
- das Ölbekämpfungsschiff THOR
- die Klappschiffe der Bottsand-Klasse